# Gianni Widmer
Giovanni Widmer, conosciuto in Italia come Gianni, in Austria come Johann, nei paesi balcanici come Ivan Vidmar (Trieste, 25 aprile 1892 – Milano, 30 ottobre 1971), è stato un pioniere dell'aviazione austro-ungarico naturalizzato italiano.

## Biografia
Nacque a Trieste il 25 aprile 1892, festività di San Marco, figlio di Giovanni, imprenditore edile e di Caterina Visintin. Frequentò la prima scuola di volo civile italiana a La Comina vicino a Pordenone ed ebbe come istruttore l'aviatore Umberto Cagno di Torino. In seguito alla chiusura della scuola de La Comina, dovuta a problemi finanziari, completò il corso di pilotaggio presso la scuola milanese di Taliedo. Ottenne il brevetto di volo il 18 giugno 1911 registrato all'Aero Club d'Italia col n. 41 ai comandi di un Blériot XI. Presso l'Osterreichischen Aero-Clubs (Aero club austriaco) ebbe il brevetto n. 34 in data 5 luglio 1911.
Il 23 luglio 1911 effettuò il raid Grado-Trieste sul Blériot XI con motore Gnome 50 hp. Partì dalla spiaggia di Grado alle ore 19.06 e nonostante fosse disturbato dal vento, dopo avere sorvolato la sua città di Trieste, atterrò sul molo V alle 19.38 acclamato da una folla enorme.
Fu tra i protagonisti della “Settimana aviatoria di Trieste” del 1911 (30 luglio – 6 agosto) che si svolse sull'aerodromo di Zaule. Il 24 settembre dello stesso anno tentò il raid Venezia-Trieste che rimase incompiuto per atterraggio forzato a Monfalcone. Partecipò alla “Settimana aerea austriaca” che si svolse a Wiener-Neustadt dall'1 all'8 ottobre 1911.
In occasione dell'inaugurazione del ricostruito campanile di San Marco e del suo ventesimo compleanno, il 25 aprile 1912 compì per primo il volo da Trieste a Venezia attraversando direttamente l'Adriatico. Nello stesso anno eseguì il suo primo tour dei Balcani: volò su Zara e su Spalato, poi su Lubiana, Zagabria, Belgrado, Sarajevo e da ultimo fu in Montenegro. Ne 1913 tentò il raid Venezia-Roma. Ostacolato da inconvenienti tecnici e dal maltempo, il raid non fu portato a termine. Permise tuttavia a Widmer di farsi conoscere in varie città della Romagna e delle Marche e nella Repubblica di San Marino.
Il 16 aprile 1913 effettuò il primo volo sul cielo di San Marino. Con il suo Blériot XI da 50 cavalli, partito dal piano della Sartòna, a Rimini, pur con vento contrario toccò quota 1.600 metri prima di atterrare dopo undici minuti di volo sul pianoro del Monte Carlo (508 m) nel territorio del Castello di Fiorentino.
Un cippo eretto sul pianoro dove avvenne l'atterraggio ricorda l'impresa di Widmer, insignito dalla Repubblica di San Marino della medaglia d'oro di prima classe al merito civile. Il monumento fu realizzato dallo scultore Carlo Reffi, mentre l'epigrafe venne scritta da Pietro Franciosi. In ordine di tempo fu uno dei primi monumenti innalzati nel mondo a un aviatore.
Fu protagonista al Meeting di Napoli dal 20 al 27 aprile 1913 insieme agli aviatori Umberto Re, Pietro Cavadini e Rosina Ferrario, prima donna aviatrice italiana. Era presente anche l'aviatore svizzero René Grandjean, che pilotava un aereo da lui stesso costruito. Dal 15 al 22 giugno 1913 partecipò al “Meeting internazionale di Aspern” (Vienna) utilizzando un monoplano Lohner-Etrich. Ritornò poi a volare sui Balcani, a Zagabria e su Cettigne in Montenegro.
L'11 aprile 1914 riuscì finalmente a realizzare il suo sogno raggiungendo Roma. La sua attività pionieristica si concluse con l'ultimo Meeting di Aspern del 1914, chiusosi proprio nei giorni dell'attentato di Sarajevo. Durante la Grande guerra fu pilota collaudatore alla SIAI di Sesto Calende e alla SIAMIC sul lago Trasimeno. Nel dopoguerra fu istruttore alla scuola di volo di Portorose e successivamente caposcalo alla S.I.S.A., prima compagnia aerea italiana. Finì la sua carriera aviatoria presso la compagnia LAI.
Widmer si spense a Milano il 30 ottobre 1971. È sepolto nel cimitero di Sant'Anna a Trieste.

### In lingua inglese
- (EN)  AA. VV., Flying, Aeroclub of America, vol. 1, 1912, p. 13.
- (EN)  AA. VV., American air mail catalogue. Reference listing of the airposts of the world, Albion (PA), Airpost Journal, 1940, p. 125.
- (EN)  Henry Villard, Contact! The Story of the Early Aviators, Dover Publications. ISBN 978-0-486-42327-2.

### In lingua italiana
- AA. VV., Enciclopedia monografica del Friuli-Venezia Giulia, Udine, Istituto per l'Enciclopedia del Friuli-Venezia Giulia, 1971-1983, vol. 3, pp. 622–624.
- Licio Bossi, Severino Baf, Trieste 1900-1999: cent'anni di storia, Trieste, Publisport, 1997-2002, vol. 1, pp. 198–199, 232.
- Mario Cobianchi, Pionieri dell'aviazione in Italia, Roma, Editoriale aeronautico, 1943, pp. 316–318, 452.
- Nevio Matteini, Romagna una terra. Luoghi, monumenti, personaggi, fatti e leggende, Rimini, Luisè, 1995, p. 542.
- Benito Mussolini, Gerarchia. Rassegna mensile della rivoluzione fascista, Milano, 1940, vol. 19, p. 465.
- Mario Nordio, Manlio Cecovini, Inviato speciale in Europa, Trieste, Istituto giuliano di storia, cultura e documentazione, 1992, pp. 3, 911.
- Silvio Rutteri, Trieste. Spunti dal suo passato, Trieste, LINT, 1968, p. 250.
- Società nazionale Dante Alighieri, Italia!, (rivista), Roma, 1912, p. 69.
- Italo Svevo, Racconti e scritti autobiografici, Milano, Mondadori, 2004, p. 1085. ISBN 978-88-04-52369-7.

### In lingua slovena
- (SL)  Sandi Sitar, Letalstvo in Slovenci I., Ljubljana, Borec, 1985.
- (SL)  Srečko Gombač, Letala s sidrom, Hidroavioni v Portorožu in okolici.
- (SL)  Darinka Kladnik, Zgodovina letalstva na Slovenskem: od začetkov do današnjih dni, Ljubljana, 2008.
- (SL, EN)  Adria Airways In-Flight Magazine, October-November 2009, pp. 16–18.

### In lingua tedesca
- (DE)  Hanuš Salz, Harald Waitzbauer, Im Flug über Salzburg. Igo Etrich und der Beginn des Flugwesens in Salzburg, Salzburg, 1993, p. 41.
- (DE)  Keimel Reinhard, Osterreichs Luftfahrzeuge: Geschichte der Luftfahrt von den Anfangen bis Ende 1918, Graz, Weishaupt, 1981.